# Zsámbék
Zsámbék là một thành phố thuộc hạt Pest, Hungary. Thành phố này có diện tích 33,66 km², dân số năm 2010 là 5395 người, mật độ 160 người/km².